# 셰일라 판 덴 뷜크
미카엘라 빌헬미나 알리다 "셰일라" 판 덴 뷜크(네덜란드어: Michaela Wilhelmina Alida "Sheila" van den Bulk, 1989년 4월 6일 ~ )는 네덜란드의 여자 축구 선수이다. 포지션은 미드필더이며, 현재 스웨덴 다말스벤스칸의 유르고르덴 IF에서 활약하고 있다.

## 수상

### 클럽
- 에레디비시 프라우언 1회 우승 (2012)
- KNVB 여자컵 1회 우승 (2012)

### 국가대표
- UEFA 여자 유로 2017 우승